# 虹の松原

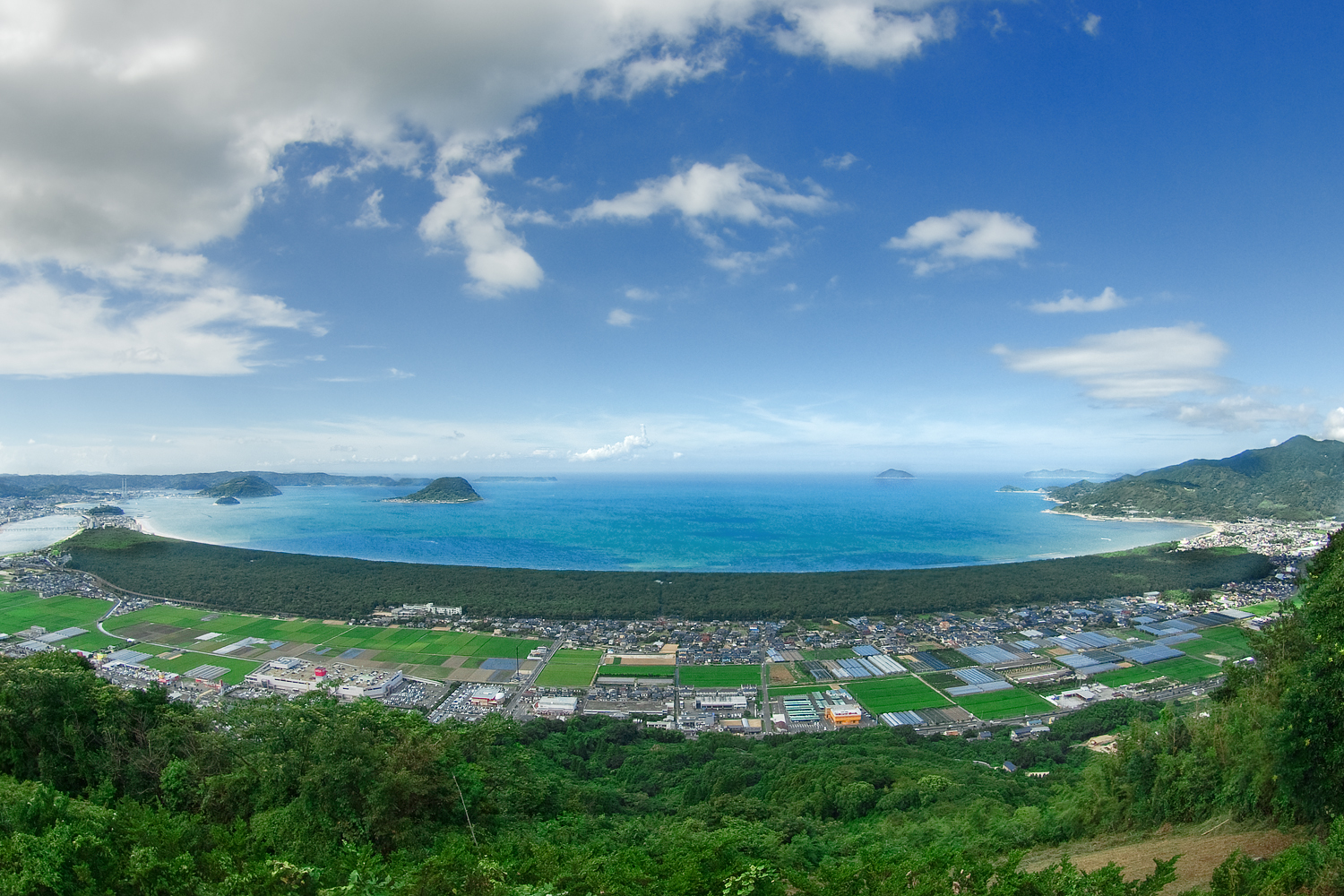
鏡山展望台から虹の松原全景

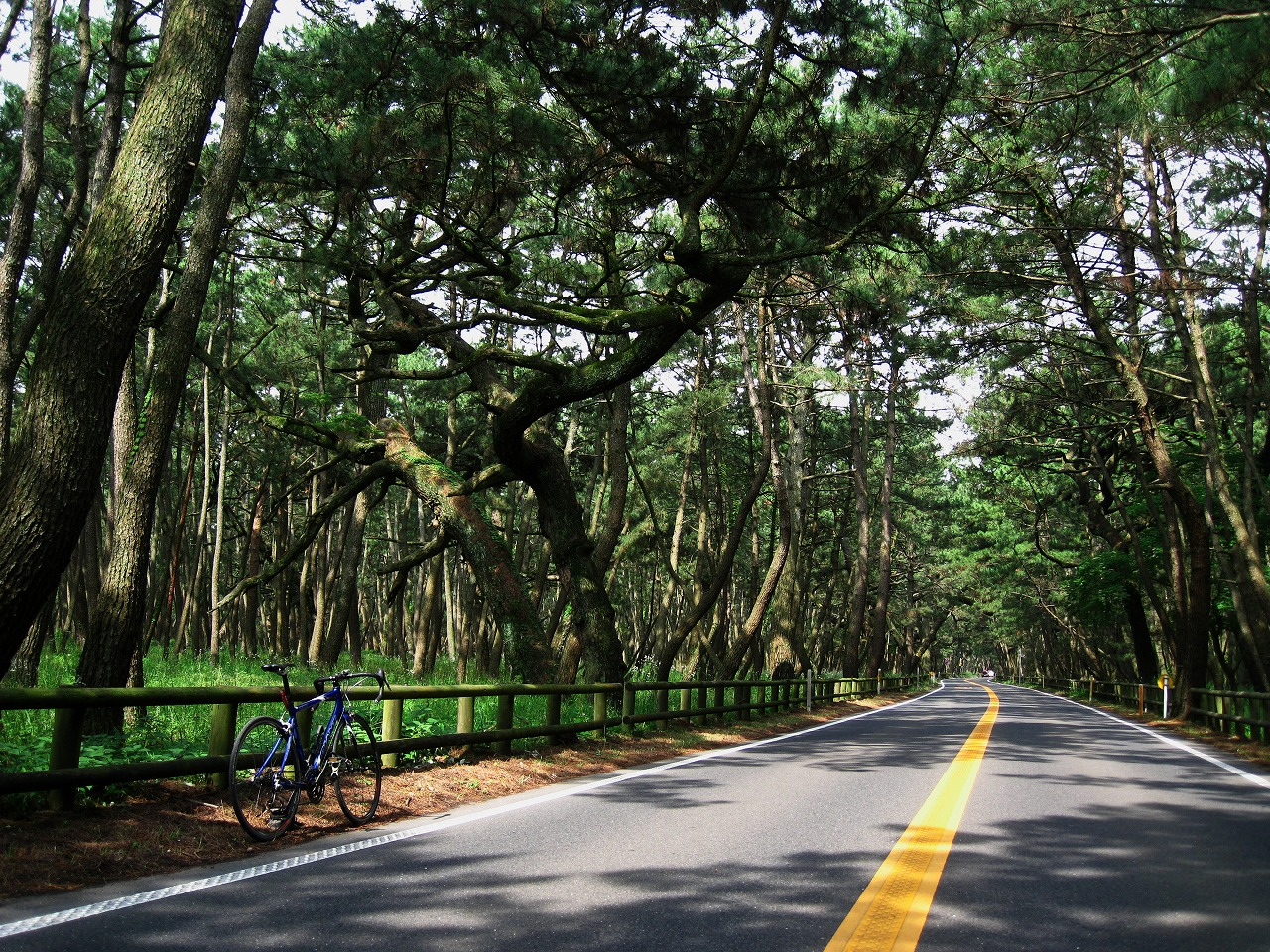
虹の松原

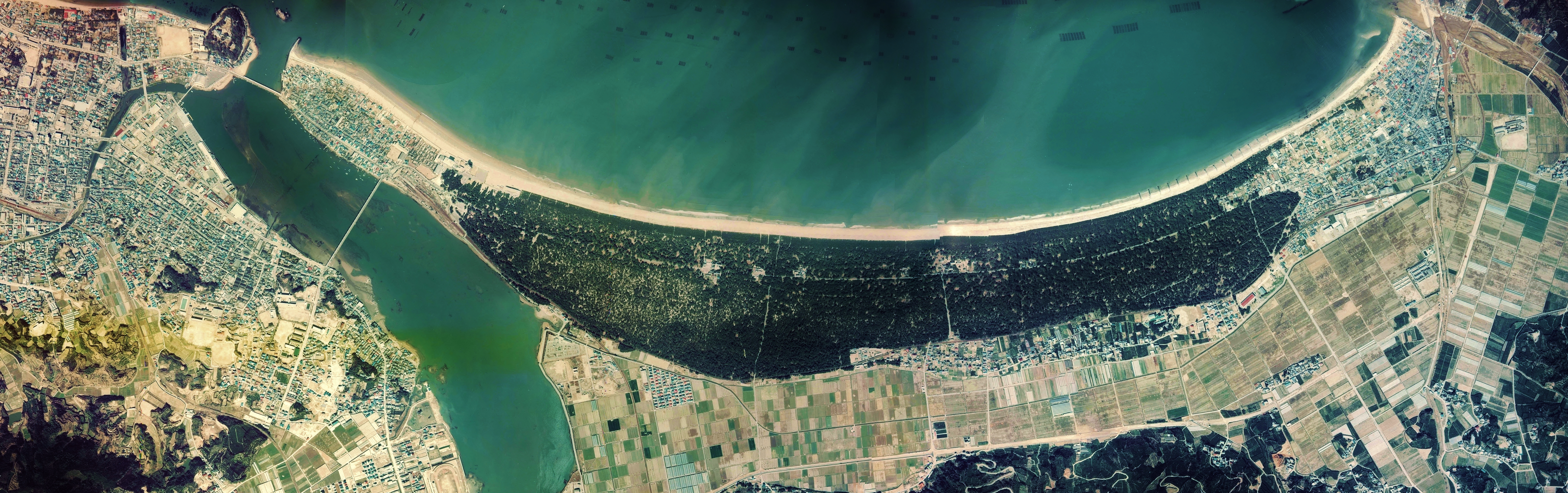
虹の松原周辺の空中写真。画像左側の松浦川の対岸（西側）が唐津市の中心市街地である。
1974年撮影の6枚を合成作成。
。

虹の松原（にじのまつばら）は、佐賀県唐津市の唐津湾沿岸に広がる松原。日本三大松原のひとつで特別名勝に指定され、日本の白砂青松100選、日本の渚百選、かおり風景100選、日本の道100選にも選ばれている。玄海国定公園の一部。幅約500 m、長さ約4.5 km にわたって弧状に約100万本のクロマツの林が続く。面積は約216 ha である。海水浴場と隣接することでも知られる。

## 歴史
17世紀初頭、唐津藩の藩主である寺沢広高が新田開発の一環として、もともとの自然林から防風林、防砂林として植樹を行った。藩の庇護の下、禁伐の掟（伐採は死罪）はもちろんのこと、燃料としての落葉の採取も厳しい制限が課せられていた。また、藩主の改易や移封により主家が変わっても手厚く管理された。
寺沢広高は、この中に自分が愛してやまない松が7本だけあると言ったというが、どの松と指定されてはいない。これは住民に「もし自分が粗末にした松がその7本のどれかだったら」と思わせることで、全ての松を大事にせざるを得ないように、心理的に圧力をかけたものといわれている。
この松原は、その区域の長さから、藩政時代は「二里松原」と呼ばれていた。明治時代に呼ばれるようになった「虹の松原」の語源とも言われているが、呼称が変わった理由などは知られていない。
1771年には、当時天領となっていたことから、農民の反乱である「松原寄り（虹の松原一揆）」の舞台ともなっている。
明治維新以降は国有林に編入、2007年現在は、佐賀森林管理署が管理を行っている。民有地が僅かに点在するものの、ほぼ全域が保安林に指定されており、現在も伐採は制限を受けている。
2019年7月20日、虹の松原を抜ける県道で倒木による死亡事故が発生したのを受け、42本の松が伐採されたが、県が樹木医の調査を踏まえて危険と判断した215本は今も現地にある。

## 交通

### 鉄道
- JR九州 筑肥線 虹ノ松原駅

### 道路
- 佐賀県道347号虹の松原線（国道202号の旧道。日本の道100選に選出。）[1]

## マツクイムシの被害
1960年代、マツノマダラカミキリが媒介するマツ材線虫病の被害が拡大し、マツの大木が次々と立ち枯れる事態となった（外部リンク参照）。対策として、ヘリコプターによる薬剤散布、被害木の伐倒処理が毎年続けられており、松原の維持に多くの費用と労力が掛けられている。

### 2006年度の対応状況
- 佐賀県及び森林管理署による被害箇所の点検
- 佐賀県及び森林管理署による薬剤散布

## 虹の松原七不思議
虹の松原に関する不思議な言い伝えなどを七つ並べたもので、市民団体などが歴史の学習活動などで使うことがある。しかし、藩政時代に植林されたにもかかわらず豊臣秀吉が絡むものなど、事実として誤りでしかないものもあり、内容も一定ではなく変遷がある。

## 画像

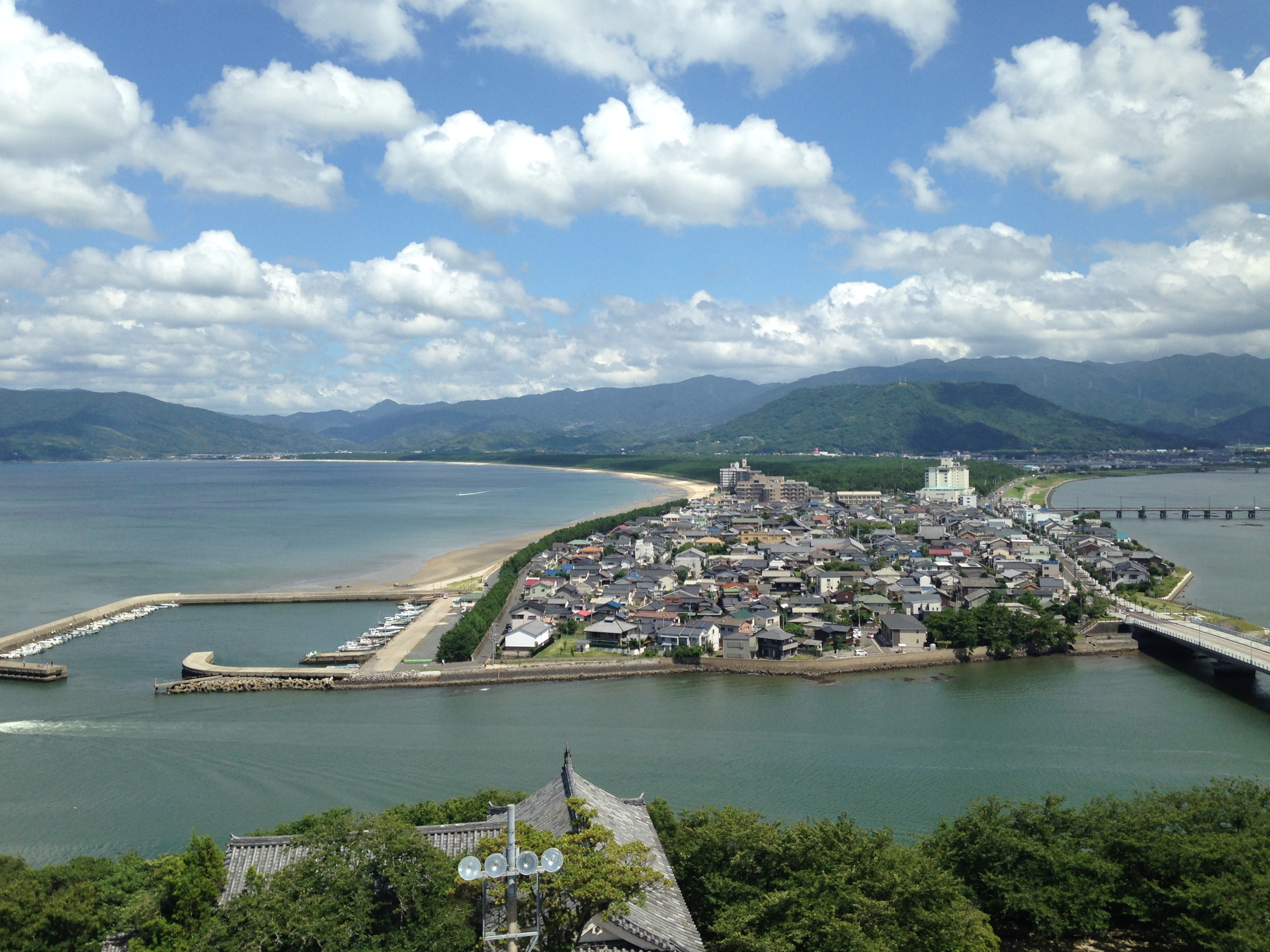
唐津城の天守から見た虹の松原と市街地近辺の様子
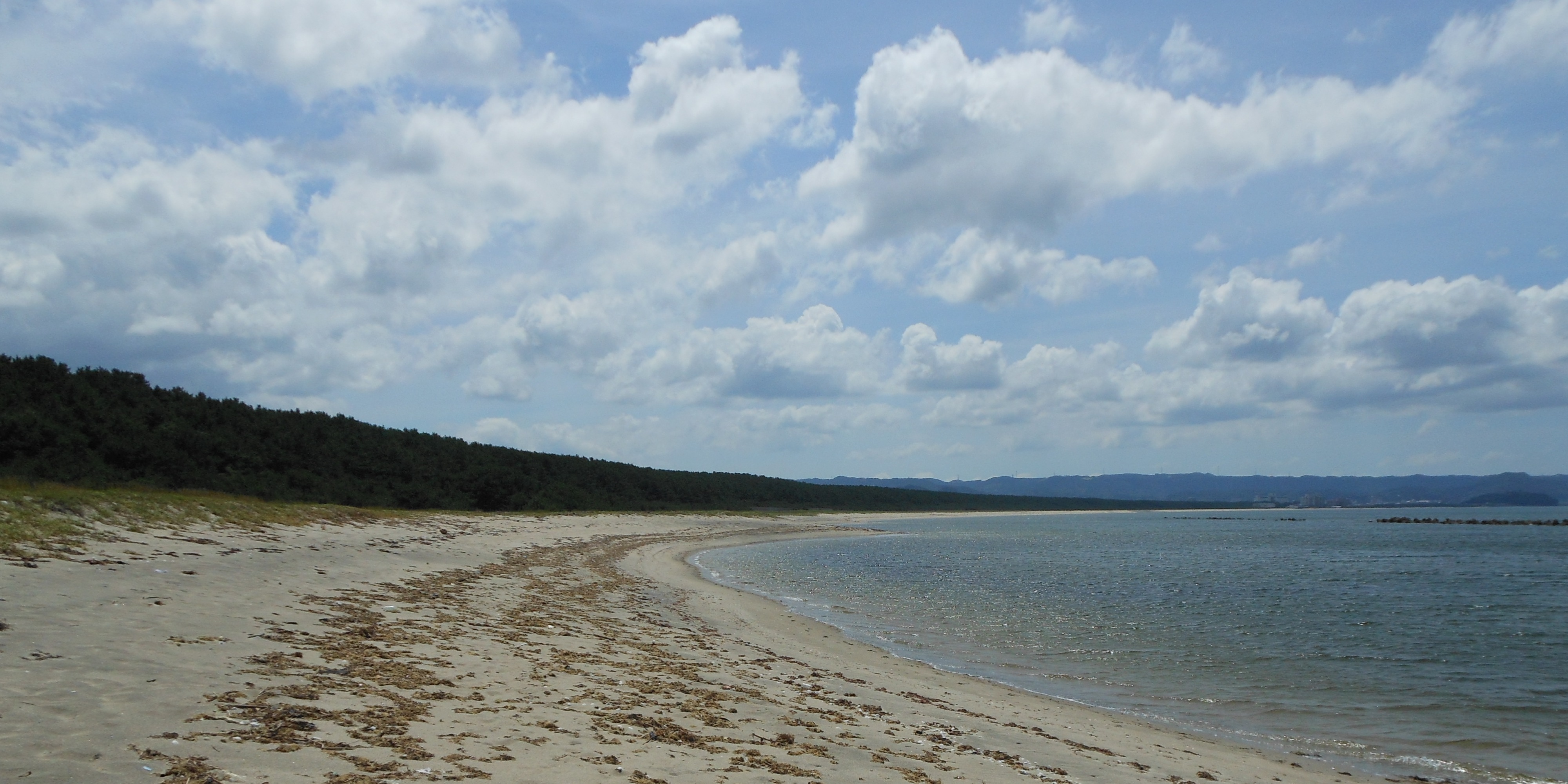
唐津市浜玉町の浜崎海岸から見た虹の松原